# Варе, Мохамед Абди
Мохамед Абди Варе (сомал. Maxamed Cabdi Waare; род. 14 февраля 1960, Джоухар, Сомали) — сомалийский политический деятель, бывший президент автономной области Хиршабелле. 

## Биография
Варе происходит из клана Хавадл, Хавийе, подклана Ябар Мадахвейне. Получил начальное образование в деревне Халган в районе Булобарде и среднее образование в районе Ходан в Могадишо. В 1979 году Варе окончил среднюю сельскохозяйственную школу в Афгойе и присоединился к правительству. В США в 1985 году он закончил Индианский университет в Блумингтоне. Он был одним из тех студентов, которые получали стипендии от США для повышения сельскохозяйственного производства в своей стране. Он проработал в министерстве сельского хозяйства 10 лет и был координатором сельского хозяйства в регионах Средняя Шабелле и Хиран, а также с мая 1991 по декабрь 2001 года в Найроби проработал в Международном Комитете Красного Креста.
Он работал с ООН в Продовольственной и сельскохозяйственной организации. Непродолжительное время Варе участвовал в Программе развития ООН, особенно в рамках проекта реконструкции Переходного федерального правительства, тогда возглавляемого президентом Абдуллахи Юсуфом Ахмедом.
По словам Варе, его основными задачи на посту президента являются разоружение и интеграция местных клановых ополченцев в государственные силы безопасности, а также строительство порта Кадале и сухого порта в Ферфере, Хиран.
Во время его президентского срока в 2018 году парламент планировал его отстранение от должности. 2 ноября 2020 года Варе подал в отставку.